# Carretera Federal 41
La Carretera Federal 41 es una carretera mexicana que recorre el estado de Guanajuato, inicia en Ciudad Manuel Doblado y termina en la localidad de Munguía Guanajuato, donde entronca con la Carretera Federal 110, tiene una longitud total de 68 km.
Las carreteras federales de México se designan con números impares para rutas norte-sur y con números pares para las rutas este-oeste. Las designaciones numéricas ascienden hacia el sur de México para las rutas norte-sur y ascienden hacia el Este para las rutas este-oeste. Por lo tanto, la carretera federal 41, debido a su trayectoria de norte-sur, tiene la designación de número impar, y por estar ubicada en el Centro de México le corresponde la designación N° 41.

## Trayectoria

### Guanajuato
- Ciudad Manuel Doblado – Carretera Federal 37
- Cuerámaro
- Munguía – Carretera Federal 110